# Kaspars Bērziņš
Kaspars Bērziņš (Ogre, 25 agosto 1985) è un cestista lettone.

## Palmarès
- Campionato lettone: 4

Barons Rīga: 2007-08
VEF Riga: 2010-11, 2011-12, 2012-13
- FIBA EuroCup: 1

Barons/LMT: 2007-08